# 西關經濟
西關經濟，歷史上的廣州城，分東關、南關、西關和北門。東關、北門是廣州城的丘陵地帶，交通不便，經濟難能發達；南關則面臨珠江，亦欠發達。惟西關地勢低平，瀕臨珠江，河叉交錯，田園廣佈。古代西關是廣州城對外交通的樞紐。到了近代，更成為中西文化撞擊交融的窗口。

## 農業
古時西關是一大片平原，地勢低平，湖沼星羅，河道縱橫，一片水鄉澤國，利於農業的發展。 
《廣東新語》載：“廣州西郊，自浮丘以至西場，自龍津橋以至蜆涌（即十八甫），周圍二十餘地，多是池塘，故曰半塘（今稱泮塘或泮溪）”。 
在新石器時代，古越先民利用西關地利條件，過著採集和漁獵生活。
漢代到宋元時期，農業經濟有很大發展。宋代，大力發展“桃、梅、蓮、菱”之屬的郊區農業經濟，泮塘“五秀”即為代表。 
人們利用這裏的地理優勢築基開塘，基上栽荔枝、龍眼，塘有菜塘和藕塘，菜塘夏秋栽種蕹菜（即通菜），冬春種植西洋菜。藕塘則栽種品種優良的蓮藕、慈菇、馬蹄（荸薺）、茭白、菱角，質量上乘，味道香甜爽口，又是五種“瘦物”，當時人稱為“泮塘五瘦”，後來經過文人起雅名為“泮塘五秀”。

## 商業
西關河道縱橫利於商業的發展。因靠近珠江主航道，西關商貿發達，從明初至清代一直是商業、進出口貿易的繁盛區，亦是舊廣州的商貿中心和中國對外通商與文化交往的重要口岸。
明朝，廣州的對外交通及對外貿易頗為繁盛，在今十八甫路懷遠驛就建有專門接待外國貢使和商人居住的驛館。 
清康熙二十三年（1684年）撤消海禁後，二十四年（1685年）設置粵、浙、閩和江等四個海關，二十五年（1686年）在今文化公園一帶形成了專營對外貿易的十三行，至乾隆二十二年（1757年）清廷關閉了福建等地海關，廣州成為中國沿海唯一的合法對外通商口岸，十三行獨攬中國對外貿易經營權。 
嶺南詩人屈大均在《廣州竹枝詞》中描寫十三行的繁榮盛況：“洋船爭出是官商，十字門開向兩洋，五絲八絲廣緞好，銀錢堆滿十三行。” 
1840年，第一次鴉片戰爭爆發，清政府被迫打開閉關鎖國的大門，廣州的一口通商和十三行的壟斷特權被取消。 
1856年，在第二次鴉片戰爭中，廣州民眾焚燒外國商人居住的夷館，十三行也在大火中被毀，結束了它長達一百多年的對外貿易特權的歷史。不久，沙面成了租界，外商聚集。 
明清時期，商業至為興盛，形成十八甫商業區。 
清代以後，廣州的城市建設隨著商業中心的的西移，重點發展的地區轉為城外西關。 
現今，西關商業依然頗為發達。

### 上下九商業步行街
主條目：上下九商業步行街

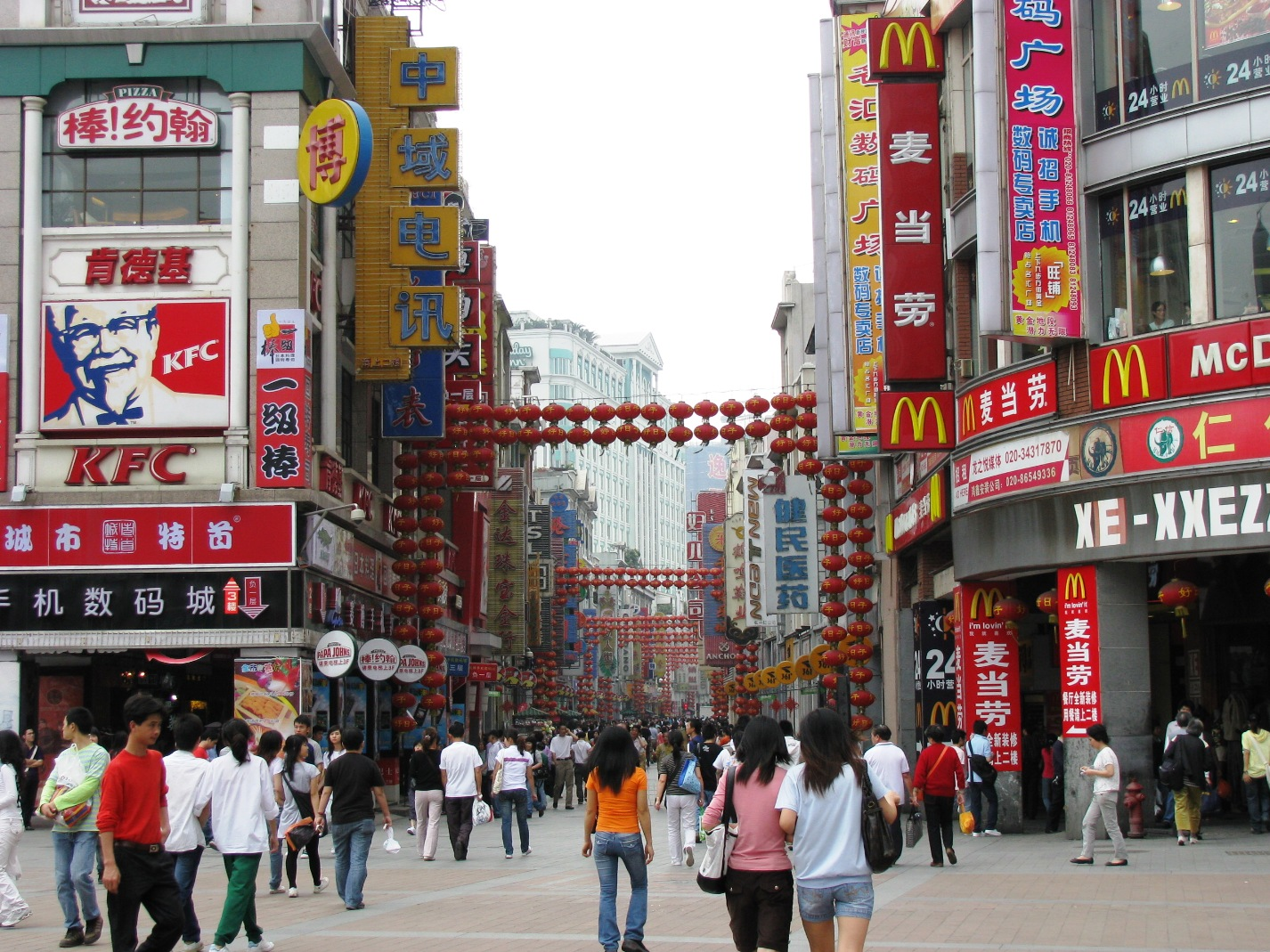
上下九商業步行街

西關最早的商業聚落是在宋代的繡衣坊（今下九路），至明代隨著開鑿大觀河發展成為城西主要商業街圩，並逐步擴展為十九個“甫”，即沿西濠和大觀河而興建的街圩。值得一提的是，上九路、下九路、第十甫路原來並不稱“路”，而是稱“甫”。
上下九商業步行街東起上下九路，西至第十甫西，橫貫寶華路、文昌路，全長1200多米，全路段店鋪林立，共有商店300多家（較為出名的為荔灣廣場），於1995年經國家商業部批准成為廣州市第一條商業步行街。上九路北側多是金鋪，南側是花紗棉布莊，與光復南路、楊巷路的布莊相呼應；下九路的北段大部分是鞋店，較為著名的鞋店有22家；南側是綢緞店，有16家。第十甫則以食肆居多。海內外遊客日客流量達60萬次。 
這條步行街與北京路步行街有不同的特點。北京路上名牌專賣店較多，書店頗多，時代氣甚濃厚。上下九商業步行街則是大眾化傳統的商品較多，價格較為便宜。茶樓酒家和飲食較多。 

### 清平市場
清平市場坐落在珠江河畔，位於清平路、梯雲路一帶，歷史上這片地帶富擁成行連市的雞欄、魚欄、菜欄。 
1979年3月正式開張，是一個農副產品市場和中藥材專業市場，市場面積達11200平方米，設置1200多個售貨台。 
全場經營有肉禽蛋菜、野味海鮮、中草藥材、乾果海味、花鳥魚蟲等600多個品種。 
其中，中藥材市場在1996年7月經國務院“一部三局”批准，成為全國首批定點中藥材專業市場。 
清平市場接待過來自美、英、法、日等40多個國家的官員、專家、記者和旅遊者，被時人稱之為“沒有圍牆的超級市場”。

### 西關古玩市場
位於上下九廣場以北，即龍津西路泮溪酒家旁，以長壽路為界，以南為華林玉器街，以北為源勝陶瓷玉石工藝街，即舊時的玉器坊。 

### 道路

#### 甫
主條目：甫、第一津及十八甫
甫（粵語：pou2；國語/普通話：fǔ），是西關的地名用字。
西關有十八甫（一說十九甫）。
上西關有第一津至第八甫，下西關有第九甫至十八甫。
由西濠金字灣西側第一津開始，向南成為二、三、四、五、六、七、八甫，轉西至下西關是九、十、十一甫，再轉東向南為十二、十三、十四、十五、十六甫，再向南轉向西為十七、十八甫，再轉北往東為十九甫。
第一津至第八甫南北走向，今為光復北路、光復中路。第九甫至第十一甫東西走向，現為上九路、下九路、恩寧路。
沿大觀河南岸的十四甫明末開河後是繁榮地區，為明末廣州出現柳波湧的航道，貨船銜尾而進出。十四甫碼頭當時為繁榮地帶，有青雲橋溝通第八甫。萬曆年間逐漸淤塞，仍留十四甫碼頭，作為貨船運終點，在西濠十四甫水腳地名至今仍存，而甫名漸沒。
十五甫、十六甫原址在今光復南路、槳欄路一帶，清道光壬午（1822年），兩甫被火燒毀，兩甫商民集資改在上西關涌（今寶華路南段）重建。並改名為十五甫正街、十六甫新街等，以示不同於昔日的甫址。昔日十五甫、十六甫是在十四甫濠邊向南轉街道上，根據同治《南海縣志》附圖，即由濠邊十四甫轉南為十五甫、十六甫，連十七甫。今天十五甫的故址為裝帽街北地，在《南海縣志》地圖上這是條直街，而現在曲曲折折已不像當時的街道。當日的十六甫也並非全部燒毀，其中的漿欄街如今仍還屬於十六甫。
舊時洋人稱十八甫做Howqua Street（浩官街），因為伍浩官乃當時行主，同洋人做生意，而他又住在十八甫。

##### 第一津
由西濠轉入金字灣處起至萬善里百市坊（今屬越秀區）

##### 第二甫
百市坊至桃源坊

##### 第三甫
桃源坊至石岡街（今中山七路西門口段）

##### 第四甫
石岡街至麻紗巷

##### 第五甫
麻紗巷至青紫坊（今龍津路）

##### 第六甫
青紫坊至福安里（今福隆里）

##### 第七甫、第八甫
福安里往南
第七甫：福安里到荣業里
第八甫：荣業里到安良里

##### 第九甫
第八甫向西至文昌路口，即由西濠向西至文昌巷口（今文昌路）。第九甫以吉星里（今德星路、長壽路）分出上九甫和下九甫。

##### 第十甫

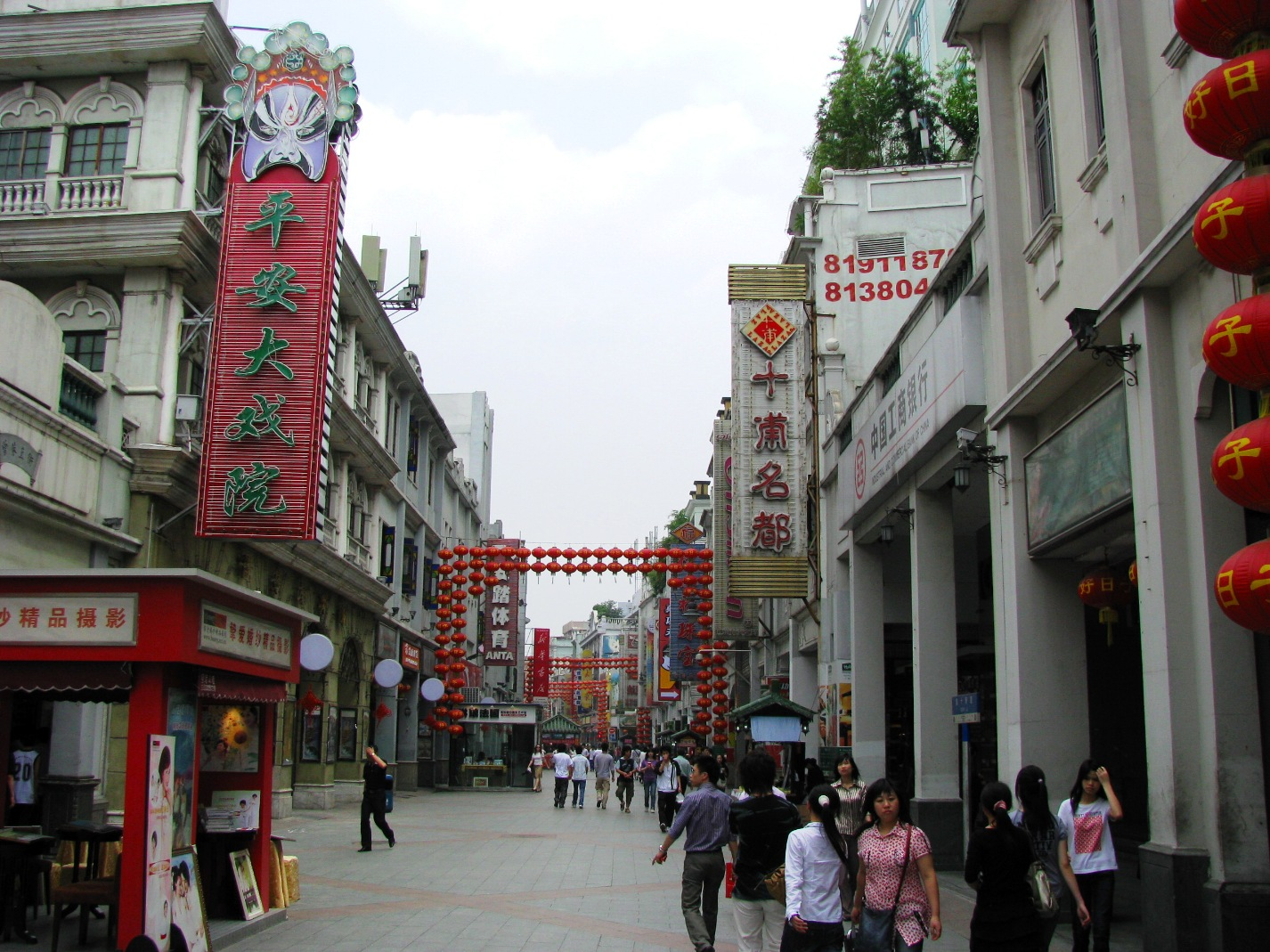
第十甫路

文昌巷至十六甫新街（今十六甫大街）

##### 十一甫
十六甫新街至下西關涌

##### 十二甫
下西關涌南折往東至聯桂坊

##### 十三甫
聯桂坊北折東轉再北折至十八甫北路口（古德興橋）

##### 十四甫
十八甫北路口至西濠邊為東西向

##### 十五甫
沿西濠南下，即濠邊至裝帽街，南北走

##### 十六甫
裝帽街至鬼驛市（今揚巷路口）

##### 十七甫
鬼驛市至富善東街

##### 十八甫
富善東街至大觀河邊

##### 十九甫
第九甫至大觀河邊

##### 現存有“甫”字之街道名
- 第一津街
- 第十甫路
- 十八甫北路
- 十八甫路
- 十八甫南路
- 十八甫西路
- 十一甫新街
- 十二甫西街
- 十三甫
- 十五甫正街
- 十五甫一巷
- 十五甫三巷
- 十六甫大街
- 十六甫北街
- 十七甫北街
- 十九甫
- 三甫水腳
- 六甫水腳
- 七甫水腳
- 八甫水腳
- 十四甫水腳

#### 約
“約”是廣東地名用字，是一條裡弄（粵語中一般稱“巷”）或街道中某一段的意思。 
- 今中山路這條橫貫廣州市老城區東西的道路在清代時以“惠愛”為名，分為十約，西門口一段為惠愛首約，海珠路以東至大東門一段為惠愛二約至十約。 1919年開築道路，定名為惠愛東路、惠愛東路、惠愛西路（今中山四路、中山五路和中山六路）。

再有其他例子如：
- 荔溪東約大街
- 荔溪南約大街
- 荔溪南約二巷
- 荔溪南約新街

- 西村首約村外街（已清拆）
- 西村首約大街（已清拆）
- 西村二約大街（已清拆）
- 西村三約大街（已清拆）
- 西村四約大街
- 西村五約大街
- 西村六約大街
- 西村六約村尾街

#### 長壽路、德星路、龍津路及寶華路
清代，西關長壽里、吉星里（今長壽路、德星路）一帶專營蘇杭雜貨批發，計有針線脂粉綾綢絹織之類。後來，為了產銷便利省卻長途物流，商家在上西關設廠，就地生產就地營銷。龍津東路一帶遂成了絲織手工業作坊的世界，時人將織造作坊稱作“機房”。 龍津東路因為織機派生了兩條特別街巷，經綸大街和麻紗巷。如今，這兩條街巷已成了織機史證。 
織機蓬勃之時，新興資本洋行買辦紛紛進駐西關。他們就在下西關涌郊外擇地建房。很快，郊野成了商賈聚居之所，美名曰“寶華區”，又名“寶華坊”。寶華坊由交叉街道系統組成，為寶華路之前身。迄今為止，以“寶華”為名之街道仍有12條之多。 
清康熙年間，清代廣州四大首富之首潘氏自福建遷入“寶華坊”。潘氏《族譜》載：“由閩同安縣徙粵……居太平寶華坊。”
至清同治、光緒年間，寶華區已成為廣州高級住宅區。
20世紀30年代，寶華區辟出一條南北走向之寶華路。

#### 恩寧路
主條目：恩寧路
恩寧路原為十一甫，於1931年擴建成路，後曾名恩寧東路、恩寧中巷、恩寧北路和恩寧市。恩寧路是一條有濃厚西關特色的道路，東起寶華路，西北至多寶路與龍津西路相連，長1115米，寬18米，是廣州最完整和最長的騎樓街，兩側內街有連片的西關大屋、竹筒屋，著名的有泰華樓、八和會館、李小龍故居、詹天佑故居、金聲電影院、寶慶大押、鑾輿堂等。

##### 八和會館
主條目：八和會館
八和會館是由鄺新華、獨腳英、林之等粵劇藝人所建立粵劇仝人的行會組織，約始創於1889年 ，原址位於廣州黃沙，此後香港、新加坡、馬來西亞、美國均設有分館，其會員稱為八和子弟，目前人數逾7000人。現位於恩寧路177號。

##### 鑾輿堂
鑾輿堂位於恩寧路永慶二巷1號。前身為德和堂，是八和會館下的粵劇武打行，成立於清光緒年間。

#### 光復路
光復路原為第三甫、第四甫和第五甫，於1931年改建成馬路，以“光復”爲名以紀念辛亥革命光復河山。

#### 耀華大街
耀華大街位於文昌北路，全長110米，屬逢源街耀華社區，是保存較完整的西關傳統民居較為集中的地區，被廣州市政府劃定為“廣州市歷史文化保護區”。

#### 荔灣路
主條目：荔灣路
南起華貴路，北至東風西路。1950年擴建成馬路，因在荔溪首約之東，故名荔灣東，1966年改稱荔灣北路，1981年改現名。目前每年均在中山路至西華路一段舉辦荔灣區迎春花市。

#### 長壽路
主條目：長壽路 (廣州)
呈東西走向，東起人民中路，西至寶華路，全路分東、西兩段，由人民中路至康王南路為長壽東路，往西為長壽西路。於1931年擴建，擴建時將第七甫的部分與長壽里開闢成馬路，又因附近有長壽寺而得名。

#### 逢源路
主條目：逢源路
北起龍津西路，南接多寶路，中段與寶源路相交。於1932年由逢源東街擴建而成，附近有逢源橋。

## 工業

### 西村工業區
從清朝末年開始，西村的地位發生巨變，成為廣州的重要工業基地。
1842年開始辦軍工企業，1905年興辦了廣州自來水廠。20世紀30年代陳濟棠主粵時期，為了振興民族工商業，建設的省營士敏土廠、硫酸廠、電解廠、肥田料廠、飲料廠以及新的電力廠均在廣州市西村，西村正式規劃為廣東省營第一工業區，集中了不少留洋結業的工程技術筆管理人才，發展化學工業，使西村成為廣州的重要工業開發區，西村再一次充當了20世紀前後南粵民族工業萌芽發展和不斷壯大的地區。

#### 省營廣東飲料廠
民國23年（1934年）建於西村增埗，是華南第一家啤酒廠，以生產啤酒、汽水為主。該廠主要設備從捷克購進，是現廣州珠江啤酒廠的前身。

#### 西村發電廠
民國23年（1934年）建於西村泥城，全部設備從德國柏林西門子發電廠購進，包括兩台1.50萬千瓦汽輪機、兩台發電機和兩台70噸/時的鍋爐，民國26年（1937年）12月1日安裝及試機完畢，發電供西關一帶用戶，是現廣州發電廠的前身。 

#### 西村硫酸廠
民國21年（1932年）興建於西村，引進美國設備，用接觸法生產98%濃硫酸，日產量可達15噸。民國23年建設的電解化工廠，設備也購自美國，生產燒鹼、漂粉和鹽酸，該廠後併入西村硫酸廠。民國25年又建設肥田料廠，部分廠房已建成並安裝機器。均在日軍侵華期間連續遭受轟炸而被毀。 

#### 西村工業區現狀
現已闢為增埗公園（為免費公園），園內除有工業遺址（煙囪等並未清拆）外，還有民國時期富人之別墅以及介紹西村歷史之小型博物館。可乘4號、274號、478號公共汽車至西增路站，往珠江啤酒廠方向直行，至富力桃園大橋時轉右進入福州路即可到達。

### 西關水塔
位於長壽路長壽大街內，是廣州建造最早的水塔，與沙面水塔、東山水塔和越秀山水塔（觀音山水塔）同為民國時期廣州所使用的四個水塔。建於清朝光緒三十三年（1907年），次年建成供水。水塔是增埗水廠附設工程之一，由鋼板焊接而成，造價94087兩白銀。塔身高6.71米，內徑12.2米，距地面約42.1米，容量約782立方米。後來由於自來水業不斷發展，水塔容積較小，調節水量不大，且維修費用多，于1976年拆除。

### 沙面水塔
位於沙面肇和路49號（現沙面游泳場旁）。水塔容量為十萬加侖（約合454噸），建於民國初年。當時沙面屬英法租界，且面臨珠江邊，各戶井水充裕，後因英租界化驗井水不乾淨，遂向沙面各戶集資由英國工務局籌建一小型沙面水廠（在沙面水塔腳），採用珠江水，水尾喉位置約莫為現沙面綠瓦亭碼頭。於20世紀70年代初期拆除。